# Барбадос на Светском првенству у атлетици на отвореном 2011.
Барбадос је учествовао на 13. Светском првенству у атлетици на отвореном 2011. одржаном у Тегу од 27-1. септембра, тринаести пут, односно учествовао је на свим првенствима до данас. Репрезентацију Барбадоса представљала су 4 такмичара (3 мушкараца и 1 жена) који су се такмичили у 4 дисциплине (3 мушкарца и 1 жена). , 
На овом првенству Барбадос није освојио ниједну медаљу. Није било нових националних, личних и рекорда сезоне.

## Учесници
| Мушкарци: - Ендру Хајндс — 100 м - Рамон Гитенс — 100 м - Рајан Бретвајт — 110 м препоне | Жене: - Кир Беклс — 100 м препоне |  |

## Резултати

### Мушкарци
| Атлетичар      | Дисциплина    | Лични рекорд | Квалификације | Квалификације | Група                 | Група                 | Полуфинале            | Полуфинале   | Финале               | Финале       | Детаљи |
| Атлетичар      | Дисциплина    | Лични рекорд | Резултат      | Место         | Резултат              | Место                 | Резултат              | Место        | Резултат             | Место        | Детаљи |
| -------------- | ------------- | ------------ | ------------- | ------------- | --------------------- | --------------------- | --------------------- | ------------ | -------------------- | ------------ | ------ |
| Ендру Хајндс   | 100 м         | 10,03        |               |               | 10,41                 | 4. у гр. 2 кв         | 10,32                 | 6. у гр. 1   | Није се квалификовао | 19 / 71 (73) |        |
| Рамон Гитенс   | 100 м         | 10,18        | 10,42         | 5. у гр. 4    | Нису се квалификовали | Нису се квалификовали | Нису се квалификовали | 24 / 71 (73) |                      |              |        |
| Рајан Бретвајт | 110 м препоне | 13,14        | 13,57         | 5. у гр. 1    | Нису се квалификовали | Нису се квалификовали | Нису се квалификовали | 18 / 32      |                      |              |        |

### Жене
| Атлетичарка | Дисциплина    | Лични рекорд | Квалификације | Квалификације | Група    | Група      | Полуфинале            | Полуфинале            | Финале                | Финале       | Детаљи |
| Атлетичарка | Дисциплина    | Лични рекорд | Резултат      | Место         | Резултат | Место      | Резултат              | Место                 | Резултат              | Место        | Детаљи |
| ----------- | ------------- | ------------ | ------------- | ------------- | -------- | ---------- | --------------------- | --------------------- | --------------------- | ------------ | ------ |
| Кир Беклс   | 100 м препоне | 13,01        |               |               | 13,44    | 7. у гр. 1 | Није се квалификовала | Није се квалификовала | Није се квалификовала | 31 / 38 (39) |        |

Легенда: НР = национални рекорд, ЛР= лични рекорд, РС = Рекорд сезоне (најбољи резултат у сезони до почетка првества), КВ = квалификован (испунио норму), кв = квалификова (према резултату)